# Saison 3 de Reign : Le Destin d'une reine
Chronologie
Saison 2 Saison 4
Cet article présente le guide des épisodes de la troisième saison de la série télévisée américaine Reign : Le Destin d'une reine (Reign).

## Généralités
- La saison est composée de 18 épisodes.
- Après la diffusion de l'épisode du 22 janvier 2016, la série prend une pause[1] et revient au printemps 2016.
- Au Canada, la saison a été diffusée 24 heures en avance sur E!.

## Synopsis
La série est basée sur la vie de Marie Stuart, reine d'Écosse, qui arrive à 15 ans à la cour de France du roi Henri II. Elle est fiancée au Prince François. Son avenir ne s’annonce pas comme elle l’attendait. Son mariage est incertain, l’alliance avec la France est fragile, et de nombreux dangers la menacent : intrigue, tentative de meurtre, de viol et la guerre avec l’Angleterre … Elle est accompagnée de ses suivantes : Kenna, Greer, Aylee et Lola.

## Distribution

### Acteurs principaux
- Adelaide Kane (VF : Victoria Grosbois) : Marie Ire d'Écosse
- Toby Regbo (VF : Julien Bouanich) : François II de France (épisodes 1 à 5 et 15)
- Torrance Coombs (VF : Franck Lorrain) : Sebastian Bash
- Megan Follows (VF : Véronique Augereau) : Catherine de Médicis
- Anna Popplewell (VF : Marie Tirmont) : Lola
- Celina Sinden (VF : Jessica Monceau) : Greer
- Jonathan Keltz (VF : Charles Germain) : Leith
- Craig Parker (VF : Xavier Fagnon) : Stéphane Narcisse
- Rose Williams (VF : Adeline Chetail) : la princesse Claude de Valois
- Rachel Skarsten (VF : Karine Foviau) : Élisabeth Ire
- Ben Geurens (VF : Rémi Bichet) : Gideon Blackburn
- Charlie Carrick (VF : Yann Peira) : Robert Dudley

### Acteurs récurrents
- Spencer MacPherson : prince puis roi Charles[2]
- Nick Lee (en) : Nicholas[3]
- Saamer Usmani : Martin[3]
- Mark Ghanimé : Don Carlos
- Tom Everett Scott : William

### Invités
- Amy Brenneman (VF : Blanche Ravalec) : Marie de Guise, mère de Marie Ire d'Écosse
- John Barrowman : Munro[4]

## Épisodes

### Épisode 1:Les Griffes du tigre
- Canada : 8 octobre 2015 sur E![5]
- États-Unis : 9 octobre 2015 sur The CW[6]
- Québec : 7 septembre 2016 sur Séries+[7]
- France : 
  - 6 septembre 2018 sur Téva
  - 21 juillet 2020 sur M6

- États-Unis : 950 000 téléspectateurs[8] (première diffusion)

### Épisode 2:Le Petit Prince
- Canada : 15 octobre 2015 sur E!
- États-Unis : 16 octobre 2015 sur The CW
- Québec : 14 septembre 2016 sur Séries+
- France : 
  - 6 septembre 2018 sur Téva
  - 21 juillet 2020 sur M6

- États-Unis : 1 million de téléspectateurs[9] (première diffusion)

### Épisode 3:Cruel dilemme
- Canada : 22 octobre 2015 sur E!
- États-Unis : 23 octobre 2015 sur The CW
- Québec : 21 septembre 2016 sur Séries+
- France : 
  - 6 septembre 2018 sur Téva
  - 22 juillet 2020 sur M6

- États-Unis : 900 000 téléspectateurs[10] (première diffusion)

### Épisode 4:Le Prix à payer
- Canada : 5 novembre 2015 sur E!
- États-Unis : 6 novembre 2015 sur The CW
- Québec : 28 septembre 2016 sur Séries+
- France : 
  - 13 septembre 2018 sur Téva
  - 22 juillet 2020 sur M6

- États-Unis : 940 000 téléspectateurs[11] (première diffusion)

### Épisode 5:L'Escapade
- Canada : 12 novembre 2015 sur E!
- États-Unis : 13 novembre 2015 sur The CW
- Québec : 5 octobre 2016 sur Séries+
- France : 
  - 13 septembre 2018 sur Téva
  - 23 juillet 2020 sur M6

- États-Unis : 1,03 million de téléspectateurs[12] (première diffusion)

### Épisode 6:Conseil royal
- Canada : 19 novembre 2015 sur E!
- États-Unis : 20 novembre 2015 sur The CW
- Québec : 12 octobre 2016 sur Séries+
- France : 
  - 13 septembre 2018 sur Téva
  - 23 juillet 2020 sur M6

- États-Unis : 1,09 million de téléspectateurs[13] (première diffusion)

### Épisode 7:L'Objet du désir
- Canada : 3 décembre 2015 sur E!
- États-Unis : 4 décembre 2015 sur The CW
- Québec : 19 octobre 2016 sur Séries+
- France : 
  - 20 septembre 2018 sur Téva
  - 24 juillet 2020 sur M6

- États-Unis : 1,04 million de téléspectateurs[14] (première diffusion)

### Épisode 8:Au nom de l'Écosse
- Canada : 7 janvier 2016 sur E!
- États-Unis : 8 janvier 2016 sur The CW[15]
- Québec : 26 octobre 2016 sur Séries+
- France : 
  - 20 septembre 2018 sur Téva
  - 24 juillet 2020 sur M6

- États-Unis : 1,1 million de téléspectateurs[16] (première diffusion)

### Épisode 9:Perfide alliance
- Canada : 14 janvier 2016 sur E!
- États-Unis : 15 janvier 2016 sur The CW
- Québec : 2 novembre 2016 sur Séries+

- États-Unis : 1,1 million de téléspectateurs[17] (première diffusion)

### Épisode 10:Les Malheurs de Claude
- Canada : 21 janvier 2016 sur E!
- États-Unis : 22 janvier 2016 sur The CW
- Québec : 9 novembre 2016 sur Séries+

- États-Unis : 1,24 million de téléspectateurs[18] (première diffusion)

### Épisode 11:Succession
- États-Unis /  Canada : 25 avril 2016 sur The CW[19] / E!
- Québec : 16 novembre 2016 sur Séries+

- États-Unis : 920 000 téléspectateurs[20] (première diffusion)

### Épisode 12:Le Duel
- États-Unis /  Canada : 2 mai 2016 sur The CW / E!
- Québec : 23 novembre 2016 sur Séries+

- États-Unis : 960 000 téléspectateurs[21] (première diffusion)

### Épisode 13:Haute trahison
- États-Unis /  Canada : 9 mai 2016 sur The CW / E!
- Québec : 30 novembre 2016 sur Séries+

- États-Unis : 780 000 téléspectateurs[22] (première diffusion)

### Épisode 14:Le Sauveur de la France
- États-Unis /  Canada : 16 mai 2016 sur The CW / E!
- Québec : 7 décembre 2016 sur Séries+

- États-Unis : 760 000 téléspectateurs[23] (première diffusion)

### Épisode 15:Une femme d'épée
- États-Unis /  Canada : 23 mai 2016 sur The CW / E!
- Québec : 14 décembre 2016 sur Séries+

- États-Unis : 950 000 téléspectateurs[24] (première diffusion)

### Épisode 16:Affrontements
- États-Unis /  Canada : 6 juin 2016 sur The CW / E!
- Québec : 4 janvier 2017 sur Séries+

- États-Unis : 960 000 téléspectateurs[25] (première diffusion)

### Épisode 17:Retour en Écosse
- États-Unis /  Canada : 13 juin 2016 sur The CW / E!
- Québec : 11 janvier 2017 sur Séries+

- États-Unis : 810 000 téléspectateurs[26] (première diffusion)

### Épisode 18:La Vengeance d'une reine
- États-Unis /  Canada : 20 juin 2016 sur The CW / E!
- Québec : 18 janvier 2017 sur Séries+

- États-Unis : 930 000 téléspectateurs[27] (première diffusion)